# Гидрообессеривание
Гидрообессеривание (Гидродесульфуризация) — это катализируемый химический процесс, широко применяемый в промышленности для удаления серы (S) из природного газа и продуктов нефтепереработки таких как бензин, керосин, дизельное топливо и мазут. Целевым назначением удаления серы является сокращение выбросов диоксида серы (SO2) в атмосферу в результате сжигания углеводородного топлива на всех видах транспорта, а также коммунальных и промышленных печах, ТЭЦ.

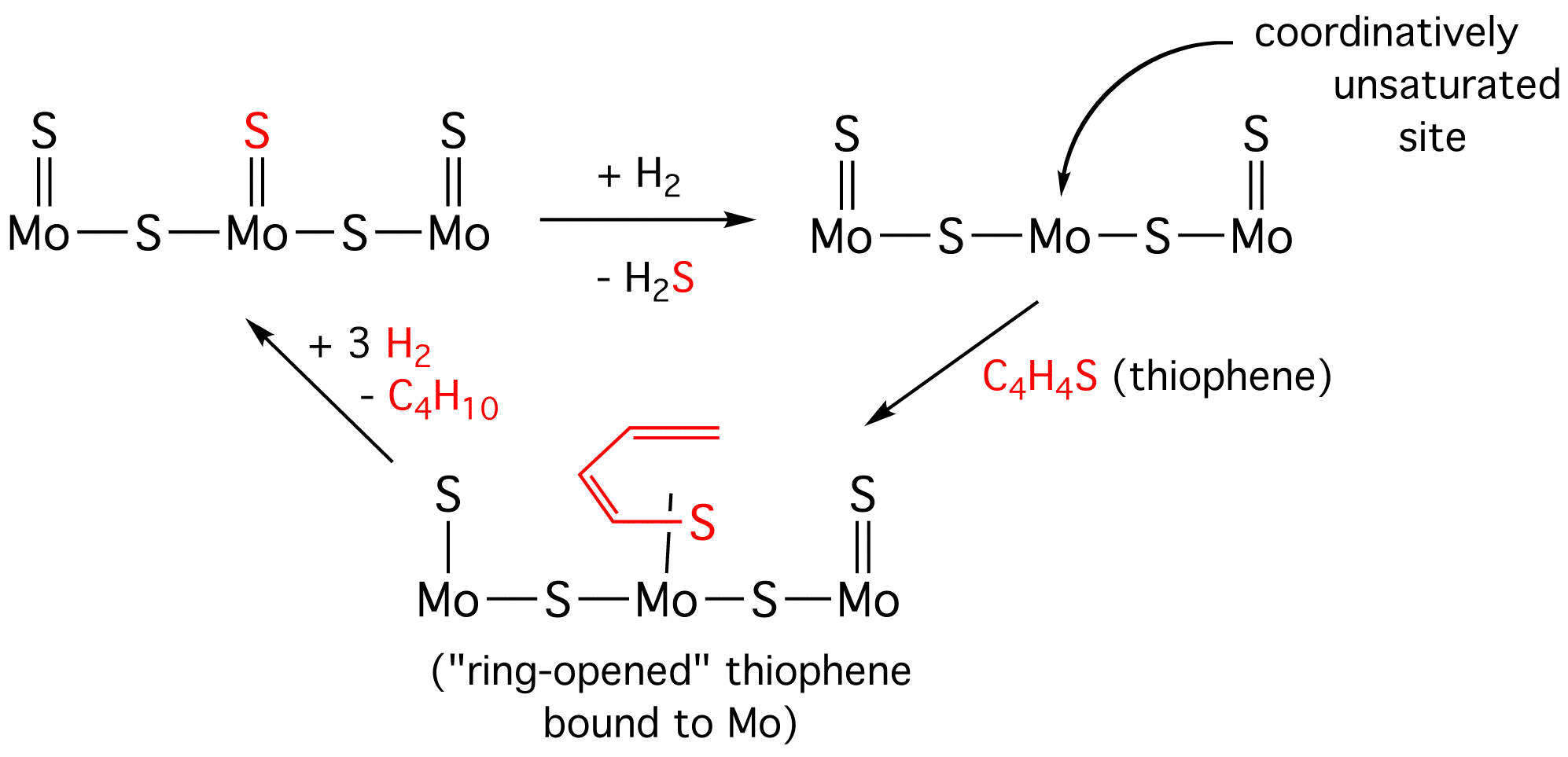
Упрощённая схема превращения тиофена в бутан при помощи дисульфида молибдена

Другой не менее важной причиной для удаления серы из нефти на нефтеперерабатывающих заводах является тот факт, что сера, даже в очень низких концентрациях, «отравляет» катализаторы, содержащие благородные металлы (платина и рений), которые используются в процессе каталитического риформинга для увеличения октанового числа продуктов перегонки нефти.
Промышленные процессы гидрообессеривания включают линии для связывания и удаления выделяющегося газообразного сероводорода (H2S). На НПЗ сероводород перерабатывается до элементарной серы. Фактически во всём мире на нефтеперерабатывающих заводах и прочих предприятиях по гидроочистке углеводородного сырья в 2005 году было произведено 64 млн метрических тонн элементарной серы.
Установки гидрообессеривания в нефтеперерабатывающей промышленности также часто называются Гидротритерами.

## Описание процесса
На промышленных установках реакция гидрообессеривания протекает в неподвижном реакторе при высоких температурах порядка 300—400 °C и повышенном давлении — порядка 30-130 атмосфер абсолютного давления, обычно в присутствии катализаторов на основе окиси алюминия с импрегнированными молекулами кобальта и молибдена.
Ниже представлено схематическое отображение оборудования и поточной схемы процесса на типичной установке по гидрообессериванию.

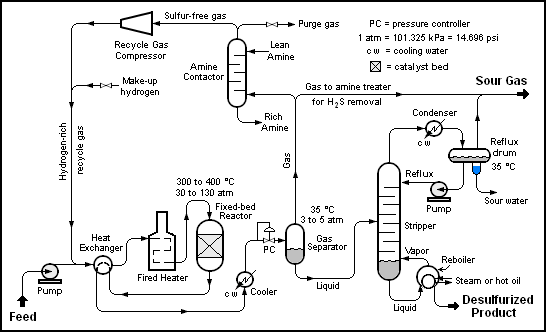
Схематическая диаграмма типичной установки гидрообессеривания на нефтеперерабатывающем заводе

## Внешние ссылки (на английском языке)
- Albemarle Catalyst Company (Petrochemical catalysts supplier)
- UOP Company (Engineering design and construction of large-scale, industrial HDS plants)
- Mustang Engineering Company (Description and flow diagram of an HDS unit, from an article published in the Oil & Gas Journal)
- Hydrogenation for Low Trans and High Conjugated Fatty Acids by E.S. Jang, M.Y. Jung, D.B. Min, Comprehensive Reviews in Food Science and Food Safety, Vol.1, 2005
- Oxo Alcohols (Engineered and constructed by Aker Kvaerner)
- Catalysts and technology for Oxo-Alcohols